# Liste der deutschen Eisschnelllaufrekorde
Die deutschen Eisschnelllaufrekorde werden von der Deutschen Eisschnelllauf-Gemeinschaft (DESG) erfasst. Für Männer und Frauen werden zurzeit jeweils 12 deutsche Rekorde geführt.

## Rekorde Männer
| Disziplin                                    | Sportler                                   | Zeit/Punkte | Datum               | Veranstaltung                | Ort            | Historie |
| -------------------------------------------- | ------------------------------------------ | ----------- | ------------------- | ---------------------------- | -------------- | -------- |
| 0100 m                                       | Jan Waterstradt                            | 0 9,69      | 10. Januar 2003     | Weltcup 2002/03              | Salt Lake City | Historie |
| 0500 m                                       | Joel Dufter                                | 0 34,32     | 6. Dezember 2021    | Weltcup 2021/22              | Salt Lake City | Historie |
| 01000 m                                      | Joel Dufter                                | 01:06,80    | 9. März 2019        | Weltcup 2018/19              | Salt Lake City | Historie |
| 01500 m                                      | Hendrik Dombeck                            | 01:43,73    | 25. Januar 2025     | Weltcup 2024/25              | Calgary        | Historie |
| 03000 m                                      | Patrick Beckert                            | 03:37,31    | 7. November 2015    | Olympic Oval                 | Calgary        | Historie |
| 05000 m                                      | Patrick Beckert                            | 06:07,02    | 10. Dezember 2017   | Weltcup 2017/18              | Salt Lake City | Historie |
| 10.000 m                                     | Patrick Beckert                            | 12:47,934   | 14. Februar 2020    | Einzel-WM 2020               | Salt Lake City | Historie |
| Teamlauf (8 Runden)                          | Marco Weber Patrick Beckert Robert Lehmann | 03:43,57    | 6. Dezember 2009    | Weltcup 2009/10              | Calgary        | Historie |
| 2 × 500 m                                    | Nico Ihle                                  | 070,100     | 10. Februar 2014    | Olympische Winterspiele 2014 | Sotschi        | Historie |
| Sprintvierkampf 500, 1000 m; 500, 1000 m     | Nico Ihle                                  | 137,945     | 26.–27. Januar 2013 | Sprint-WM 2013               | Salt Lake City | Historie |
| Kleiner Vierkampf 500, 3000 m; 1500, 5000 m  | Robert Lehmann                             | 148,983     | 18.–19. März 2009   | Olympic Oval Finale 2009     | Calgary        | Historie |
| Großer Vierkampf 500, 5000 m; 1500, 10.000 m | Moritz Geisreiter                          | 152,044     | 11.–13. Januar 2013 | Mehrkampf-EM 2013            | Heerenveen     | Historie |

## Rekorde Frauen
| Disziplin                                   | Sportler                                           | Zeit/Punkte | Datum                 | Veranstaltung            | Ort            | Historie |
| ------------------------------------------- | -------------------------------------------------- | ----------- | --------------------- | ------------------------ | -------------- | -------- |
| 0100 m                                      | Jenny Wolf                                         | 0 10,21     | 7. März 2009          | Weltcup 2008/09          | Salt Lake City | Historie |
| 0500 m                                      | Jenny Wolf                                         | 0 37,00     | 11. Dezember 2009     | Weltcup 2009/10          | Salt Lake City | Historie |
| 01000 m                                     | Anni Friesinger                                    | 01:13,49    | 18. November 2007     | Weltcup 2007/08          | Calgary        | Historie |
| 01500 m                                     | Anni Friesinger                                    | 01:53,09    | 17. November 2007     | Weltcup 2007/08          | Calgary        | Historie |
| 03000 m                                     | Stephanie Beckert                                  | 03:56,80    | 4. Dezember 2009      | Weltcup 2009/10          | Calgary        | Historie |
| 05000 m                                     | Claudia Pechstein                                  | 06:46,91    | 23. Februar 2002      | Olympische Spiele 2002   | Salt Lake City | Historie |
| 10.000 m                                    | Gunda Niemann                                      | 14:22,60    | 27. März 1994         | Olympic Oval Finale 1994 | Calgary        | Historie |
| Teamlauf (6 Runden)                         | Anni Friesinger Daniela Anschütz Claudia Pechstein | 02:56,04    | 13. November 2005     | Weltcup 2005/06          | Calgary        | Historie |
| 2 × 500 m                                   | Jenny Wolf                                         | 074,420     | 10. März 2007         | Einzelstrecken-WM 2007   | Salt Lake City | Historie |
| Sprintvierkampf 500, 1000 m; 500, 1000 m    | Monique Garbrecht-Enfeldt                          | 149,305     | 11.–12. Januar 2003   | Weltcup 2002/03          | Salt Lake City | Historie |
| Mini-Vierkampf 500, 1500 m; 1000, 3000 m    | Claudia Pechstein                                  | 160,368     | 15.–17. November 2002 | Weltcup 2002/03          | Erfurt         | Historie |
| Kleiner Vierkampf 500, 3000 m; 1500, 5000 m | Claudia Pechstein                                  | 158,265     | 18.–19. März 2006     | Mehrkampf-WM 2006        | Calgary        | Historie |

(Stand 9. Februar 2013)